# Méndez Núñez (F-104)
Фрегат «Мендес Нуньєс» (ісп. Méndez Núñez (F104) — четвертий у серії із п'яти кораблів типу «Альваро де Басан» (або F-100) ВМС Іспанії. Кораблі даного класу призначені для дій у складі пошуково-ударної групи на чолі з авіаносцем (група «Alpha») в районі Гібралтару. Як і інші фрегати класу «Альваро де Басан» класу F-100 має бойову систему Іджис.

## Назва
Фрегат названий на честь Касто Мендеса Нуньєса (1824—1869) іспанського адмірала 19 століття, який відзначився в битві при Каллао (1866), та командуючи кораблем Numancia, в 1867 році здійснив першу навколосвітню подорож броньованим фрегатом.

## Будівництво
Фрегат «Мендес Нуньєс» був замовлений разом із чотирма іншими кораблями класу 31 січня 1997 року. Будівництво розпочалося 16 травня 2003 року, суднобудівним заводом «Навантія» у Ферролі, Іспанія, спущено на воду 12 листопада 2004 року. Ввійшов до складу ВМС Іспанії 21 березня 2006 року. Вартість будівництва корабля склала — € 600 млн.

## Бойова служба
Під час навчань FTM-12 22 червня 2007 р. У гавайських водах «Мендес Нуньєс» став першим кораблем ВМС Іспанії, який виявив і відстежив балістичну ракету.
5 вересня 2019 року фрегат здійснив історичний візит до Філіппін, це був перший візит до островів судна ВМС Іспанії, з часів іспано-американської війни 1898 року.
12-23 квітня 2021 року корабель в сладі постійна морської групи НАТО 2 (SNMG2) взяв участь у навчанні під керівництвом Італії «PHIBEX», біля узбережжя Сардинії.